# Pacte d'Egmont
Le pacte d'Egmont (en néerlandais « het Egmontpact » en allemand Egmont-Pakt) est une réforme non appliquée de l'année 1977 portant sur la fédéralisation et les problèmes linguistiques de la Belgique. Elle a provoqué la chute du gouvernement Tindemans, la scission du Parti socialiste belge, et une réorganisation des partis nationalistes flamands. Le nom du traité vient du palais d'Egmont, à Bruxelles, place du petit Sablon, où ont eu lieu les tractations.

## Situation
Le pays était régionalisé depuis seulement sept ans. Au sortir des élections d'avril 1977, les partis politiques dominants étaient le PSB en Wallonie, le CVP en Flandre, et le FDF à Bruxelles. Le formateur Leo Tindemans avait alors pour objectif la réforme des institutions, il invite le CVP (parti chrétien-démocrate flamand, actuellement CD&V), le PSC (actuellement Les Engagés), le BSP-PSB (parti socialiste), la Volksunie (nationalistes flamands) et le FDF (Front démocratique des francophones) à la table des négociations. Les discussions visaient à remettre certaines compétences de l'État aux institutions issues de la régionalisation. Elles se déroulèrent du 9 au 25 mai, avant d'arriver à un accord. Après l'approbation par les différents partis, le gouvernement Tindemans IV prête serment le 3 juin.
Les accords du Stuyvenberg, du 24 septembre 1977 au 17 janvier 1978 modifient en partie le pacte d'Egmont.

## Contenu de l'accord
- L'établissement de trois conseils autonomes : Flandre, Wallonie et Bruxelles, ayant pouvoir de décret.
- Un accord linguistique sur Bruxelles et sa périphérie, avec l'instauration de quatorze communes à facilités, et une limitation de Bruxelles à 19 communes.
- Suppression des structures provinciales, et création de 25 sous-régions (13 en Flandre, 11 en Wallonie, et 1 pour Bruxelles) en remplacement.
- Réforme de la chambre et du sénat, qui aurait moins de pouvoir, et un rôle de réflexion, et qui représenterait les communautés.
- Scission de l'arrondissement électoral de Bruxelles-Hal-Vilvorde entre Bruxelles-capitale et le Brabant flamand avec pour chef-lieu Louvain.

### Droit d'inscription
Un  droit d'inscription dans une commune bruxelloise était prévu pour les 6 communes à facilités (Kraainem, Drogenbos, Linkebeek, Rhode-Saint-Genèse, Wemmel et Wezembeek-Oppem) ainsi que dans plusieurs communes ou quartiers de communes dites d'Egmont : Dilbeek(Dilbeek et Grand-Bigard), Grimbergen(Strombeek-Bever), Zaventem(Woluwe-Saint-Etienne et Sterrebeek), Beersel(Beersel et Alsemberg), Notre-Dame-au-Bois, Beauval(et la partie flamande du Mutsaard) ainsi que Zuen. Ceci permettait aux habitants de voter aux législatives dans une commune bruxelloise.

## Échec et crise d'Egmont
De vives protestations, principalement du côté flamand, suivirent la publication de l'accord. Le point le plus sensible concernait le statut de Bruxelles. Une importante opposition flamande naît et divise la Volksunie et le CVP. La majorité à la chambre n'est plus assurée.
Le 11 octobre 1978, Léo Tindemans donne la démission de son gouvernement, affirmant notamment que « la Constitution n'est pas un chiffon de papier. »

## Postérité
Les partis politiques ont également été touchés. Le Parti socialiste (PSB-BSP), en désaccord, se scinde en PS (francophone) et SP (néerlandophone). La Volksunie voit émerger des rivaux : le Parti national flamand (VNP) de Karel Dillen et le Parti populaire flamand (SCP) de Lode Claes qui se regroupent dans le Vlaams Block (Bloc flamand).
La situation de Bruxelles-Hal-Vilvorde reste inchangée jusqu'en 2011.